# Uni

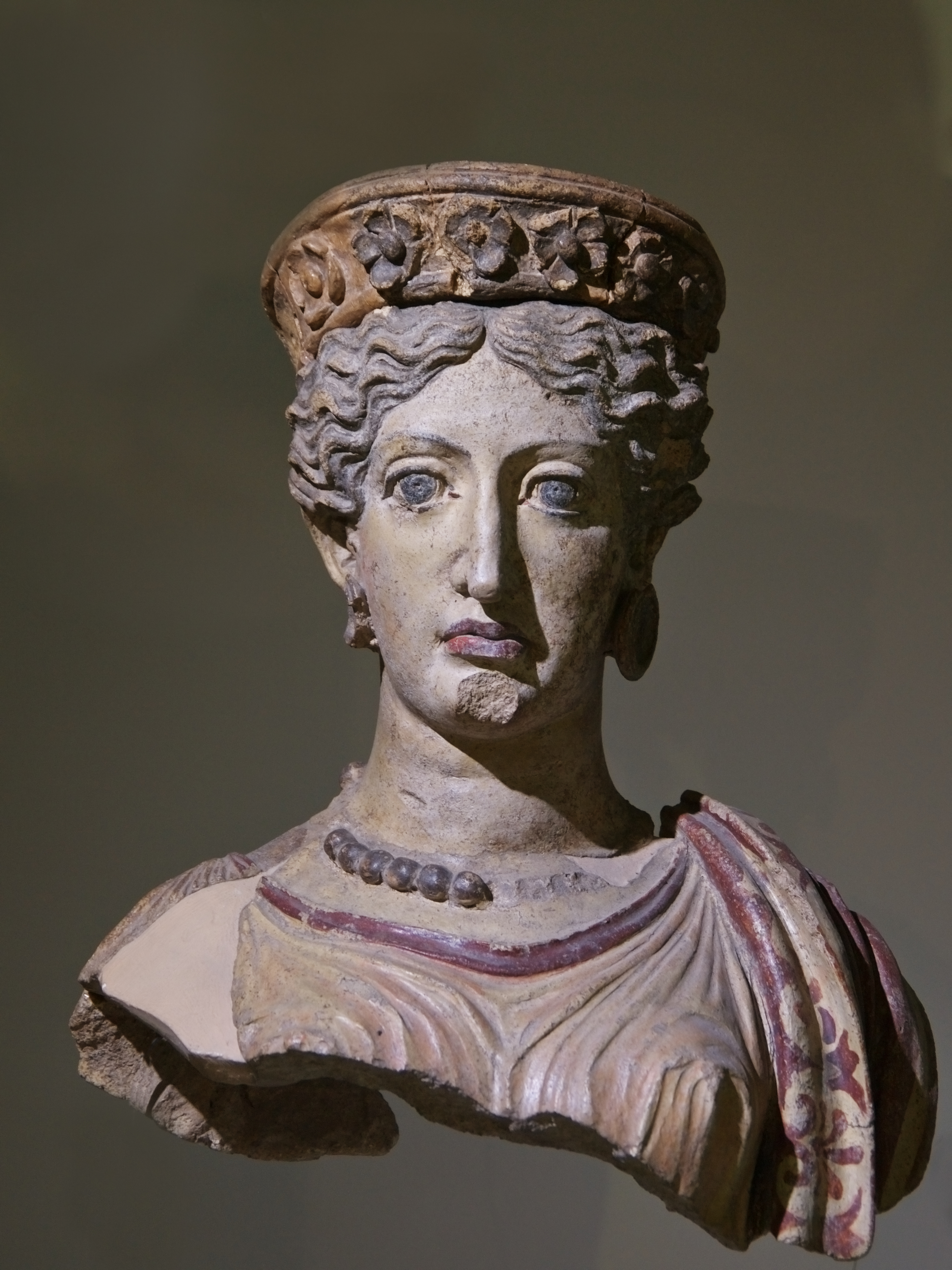
Uni

Uni, zeiță principală etruscă, partenera zeului suprem Tinia, asimilată de romani cu Iuno. Uni era ocrotitoarea căsniciei și a fecundității.